# Victoria (pigenavn)
 For alternative betydninger, se Victoria. (Se også artikler, som begynder med Victoria)
Victoria eller Viktoria er et pigenavn, der ligesom den mandlige form Viktor, kommer fra det latinske ord victor, sejrere. I romersk mytologi var Victoria navnet på sejrens gudinde, svarende til den græske gudinde Nike.
Navnet forekommer også i varianter som Wiktoria, Wictoria, Victorie, Wictorie, Vittoria, Vittorina, Vittoriana (italiensk) og Victoire (fransk). 
Den nordiske pendant til Victoria er navnet Signe, som betyder "sejrvinderske".

## Kendte personer med navnet
- Dronning Victoria, regerende dronning af Storbritannien.
- Dronning Victoria, svensk dronning.
- Kronprinsesse Victoria, svensk tronfølger.